# Fritz le chat (film)
Pour l’article homonyme, voir Fritz le chat.
Série
Les Neuf Vies de Fritz le chat
(1974)
Pour plus de détails, voir Fiche technique et Distribution.
Fritz le chat (Fritz the Cat) est un film d'animation américain pour adultes, écrit et réalisé par Ralph Bakshi et sorti en 1972. Premier long métrage de Ralph Bakshi, il est librement adapté de la bande dessinée homonyme de Robert Crumb. C'est le premier long métrage d'animation à recevoir un classement X aux États-Unis.
Le film met en scène Fritz (voix originale de Skip Hinnant), un chat anthropomorphe dans le New York du milieu des années 1960, explorant les idéaux hédonistes et la conscience socio-politique de son temps. Le film est une satire de la vie universitaire de l'époque, des relations interraciales, du mouvement pour l'amour libre, des extrémismes de gauche et de droite.
La production du film est tumultueuse et il est controversé dès sa sortie, jugé choquant par les spectateurs de l'époque. Crumb désavoue l'adaptation de sa bande dessinée en raison du contenu politique du film,, et demande que son nom soit retiré du générique. En réponse au film, il publie un nouvel épisode de bande dessinée où il fait mourir son personnage. Le film rencontre néanmoins un grand succès et devient un symbole générationnel.
Produit avec un budget de 700 000 $, le film en rapporte environ 90 millions. Son succès entraîne une vague de films d'animation pornographiques et une suite, Les Neuf Vies de Fritz le chat (1974), à laquelle ni Ralph Bakshi ni Robert Crumb ne prennent part. Avec son registre satirique et ses thèmes matures, le film a ouvert la voie à des futures œuvres d'animation pour le public adulte comme Les Simpson, Ren et Stimpy, South Park ou Les Griffin.

## Synopsis
Dans un rassemblement de hippies à New York, Fritz rencontre trois jeunes femmes en train de flirter avec un corbeau (personnage inspiré de James Baldwin). Lorsque le corbeau les repousse, Fritz emmène les jeunes femmes à une fête chez un de ses amis et initie du sexe en groupe dans la baignoire de la salle de bains.
Deux policiers (représentés sous les traits de cochons) font une descente dans la fête. Fritz, qui a fumé du cannabis, vole l'arme de l'un des policiers et tire sur les toilettes, provoquant une inondation. Les policiers poursuivent Fritz qui trouve refuge dans une synagogue. Il réussit à échapper à ses poursuivants lorsque la congrégation se met à danser pour célébrer la décision des États-Unis d'envoyer davantage d'armes à Israël.
De retour à sa résidence étudiante, Fritz met le feu à ses livres et à ses notes, incendiant toute la résidence. Dans un bar de Harlem, il rencontre le corbeau Duke, avec qui ils volent une voiture, ont un accident, et arrivent finalement chez Berta, une revendeuse de drogue. Le cannabis de Berta augmente la libido de Fritz. Pendant qu'il fait l'amour avec elle, Fritz a une révélation : il doit annoncer la révolution. Il court dans la rue et provoque une émeute, au cours de laquelle Duke reçoit un coup de feu et meurt.
Fritz se cache dans une ruelle où sa petite amie Winston Swartz, représentée sous les traits d'une renarde, le trouve et l'emmène en voyage à San Francisco. Ils tombent en panne dans le désert et Fritz abandonne Winston. Il rencontre alors Blue, un lapin motard nazi accro à l'héroïne. Avec Harriet, la petite amie de Blue, représentée sous les traits d'un cheval, ils se rendent dans une cache souterraine où d'autres terroristes nazis, dont la cheffe est une lézarde, parlent à Fritz de leur projet de faire sauter une centrale électrique.
Quand Harriet essaye de convaincre Blue de partir plutôt avec elle manger au restaurant chinois, il la frappe et l'attache avec une chaîne. Fritz proteste et un autre membre du gang le frappe dans la figure avec une bougie. Blue et les autres nazis violent ensuite Harriet. Après avoir posé de la dynamite à la centrale électrique, Fritz regrette son geste et cherche vainement à empêcher l'explosion, qui a lieu alors qu'il est encore sur les lieux. À l'hôpital à Los Angeles, Harriet, habillée en nonne, et les trois jeunes femmes du début du film lui rendent visite, le pensant mourant. Fritz, après avoir récité le discours qu'il avait utilisé pour draguer les trois jeunes femmes, revit et fait l'amour avec elles trois dans son lit d'hôpital, sous les yeux étonnés de Harriet.

## Fiche technique
- Titre original : Fritz the Cat
- Titre français : Fritz le chat
- Réalisation et scénario : Ralph Bakshi
- Photographie : Ted C. Bemiller, Gene Borghi
- Musique : Ed Bogas et Ray Shanklin
- Montage : Renn Reynolds
- Effets spéciaux : Susan Jonas, Helen Jordan, Irene Sandberg
- Production : Steve Krantz
- Direction de la production : Bob Revell
- Sociétés de production : Aurica Finance Company, Fritz Productions, Krantz Films
- Sociétés de distribution : Cinemation Industries (États-Unis et Québec), Compagnie française de distribution cinématographique (CFDC) (France)
- Affiche : John Alvin
- Pays d'origine :  États-Unis
- Langue originale : anglais
- Genre : Animation, comédie noire et comédie érotique
- Durée : 78 minutes
- Date de sortie : 
  - États-Unis : 25 janvier 1972 (avant-première à New York) ; 12 avril 1972 (sortie nationale)
  - France : mai 1972 (Semaine de la critique / Festival de Cannes) ; 30 novembre 1972 (sortie nationale)
  - Québec : 24 septembre 1972[6],[7]
- Classification : 
  - États-Unis : NC-17 (No One 17 and under admitted en raison des scènes de pornographies et de violences)
  - France : Interdit aux moins de 16 ans (Visa d'exploitation no 40530)
  - Québec : 16+, 18+ (1972)

## Distribution

### Voix originales
- Skip Hinnant : Fritz
- Mary Dean : jeune femme nº1, jeune femme nº2, jeune femme nº3 et Harriet (non créditée)
- Judy Engles : Winston Schwartz et la lézarde cheffe des nazis
- Charles Spidar : le patron du bar et Duke le corbeau (non crédité)
- Rosetta LeNoire : Bertha et voix supplémentaires
- John McCurry : Blue et John
- Phil Seuling : le policier Ralph et voix supplémentaires
- Ralph Bakshi : le chef policier et le narrateur (non crédité)

### Voix françaises
- Roger Carel : Fritz et un rabbin
- Serge Sauvion : Duke
- Michèle Bardollet : une des 3 filles
- Perrette Pradier : une des 3 filles (blonde)
- Marcel Jemma : l'ami hippie de Fritz
- Henry Djanik : le gros oiseau jaune dans la baignoire
- Jacques Balutin : le policier Sammy
- Raoul Delfosse : le policier Ralph
- Jacques Deschamps : un corbeau au bar (colbeau du sud)
- Jean-François Laley : un corbeau au bar (gros chemise à carreaux)
- Georges Atlas : un corbeau au bar et Sonny
- Paule Emanuele : Mimi, une copine corbeau révolutionnaire et les corbeaux à l'église
- Jacques Dynam : un ouvrier
- Pierre Collet : un ouvrier
- Gérard Hernandez : le rabbin
- Évelyn Séléna : les corbeaux à l'église et Harriet
- Claude Joseph : un corbeau au bar
- Pierre Trabaud : Red
- Jacques Thébault : le narrateur

version française réalisé par la société de doublage SPS (Société Parisienne de Sonorisation), avec une adaptation des dialogues par Éric Kahane.

## Accueil
Fritz le chat sort le 12 avril 1972 à Hollywood et Washington DC. Malgré une première sortie modeste, le film devient rapidement un succès mondial. Produit avec un budget de 700 000 $, il en rapporte 25 millions aux États-Unis et 90 millions dans le monde. C'est le film d'animation indépendant qui a eu le plus de succès de tous les temps. La location du film en vidéo a rapporté 4.7 millions$ en Amérique du Nord.
À propos d'une avant-première du film à Los Angeles, Ralph Bakshi déclare : « Ils oublient que c'est un dessin animé. Ils le prennent comme un vrai film. [...] C'est le but, amener les gens à prendre le dessin animé au sérieux. » Au sujet d'une projection au Museum of Modern Art de New-York, il se souvient : « Un type m'a demandé pourquoi j'étais contre la révolution. Le truc important, là, c'est qu'un dessin animé poussait les gens à lever leur cul et se mettre en colère. »
Le film attire aussi des réactions négatives. D'après Ralph Bakshi, « Les gens au pouvoir, les gens des magazines et les gens qui allaient au boulot tous les matins et aimaient Disney et Norman Rockwell pensaient que j'étais un pornographe, ils m'ont fait la vie dure. Je m'adressais aux gens plus jeunes, aux gens qui pouvaient accepter des idées nouvelles. Je ne m'adressais pas à tout le monde. Les gens qui aimaient mon film le trouvaient génial, et tous les autres voulaient ma peau. »

### Accueil critique
Les critiques à la sortie du film sont mitigées mais globalement positives.
Vincent Canby du New York Times écrit que le film est « drôle du début à la fin [...] Il y a là de quoi choquer à peu près tout le monde. » La critique cinématographique Judith Crist décrit dans le New York magazine le film comme « un divertissement glorieusement drôle, brillamment ciblé et superbement exécuté [...] qui vise les têtes confuses des petits malins radicaux des années 60 [...] [ce film] changera à jamais la face du dessin animé. » Paul Sargent Clark déclare dans le Hollywood Reporter que le film est « puissant et audacieux ».
Selon Newsweek au contraire, c'est « une saga inoffensive, jeuniste et sans esprit, calculée pour n'ébranler que le box office ». Les critiques du Wall Street Journal et de Cue sont mitigées. Thomas Albright écrit une critique enthousiaste dans Rolling Stone du 9 décembre 1971 après avoir vu un extrait de 30 minutes du film, déclarant que ce serait « certainement la plus importante avancée en matière d'animation depuis Yellow Submarine » ; mais dans sa critique publiée après la sortie, il revient sur sa déclaration et écrit que le travail sur l'image ne suffit pas à empêcher le produit fini d'être un « désastre qualifié » en raison d'une « intrigue pesante » et d'un scénario « puéril » reposant trop lourdement sur des gags éculés et un humour raciste de mauvais goût.
D'après le critique Andrew Osmond, l'épilogue nuit à l'intégrité du film car il « donne à Fritz des capacités de survie de personnage de dessin animé, ce que le film avait refusé jusque-là ».
Patricia Erens trouve les scènes impliquant des stéréotypes juifs « violentes et inappropriées », et écrit que « seul le regard aigre du réalisateur Ralph Bakshi, qui dénigre indifféremment tous ses personnages, le héros inclus, peut faire douter de la nature de l'attaque. »